# Amerykanie
Amerykanie (ang. Americans) – pluralistyczna wspólnota narodowo-państwowa pochodzenia imigracyjnego, kształtująca się w Stanach Zjednoczonych, licząca w 2010 roku około 308,7 mln osób. W związku ze specyficzną, migracyjną historią swojego powstania, posiada pochodzenie mieszane, przede wszystkim europejskie. Mniejszość stanowią osoby pochodzenia afrykańskiego, azjatyckiego, rdzenni Amerykanie – Indianie Ameryki Północnej oraz osoby pochodzenia hawajskiego i pacyficznego. Skutkiem tradycyjnej wieloetniczności Stanów Zjednoczonych jest fakt, że wielu Amerykanów identyfikuje się zarówno ze Stanami Zjednoczonymi, jak i – raczej sentymentalnie – z krajem pochodzenia swoich przodków (np. Amerykanie niemieckiego, włoskiego czy irlandzkiego pochodzenia – German Americans, Italian Americans, Irish Americans).
Istotnym elementem procesu narodowotwórczego w Stanach Zjednoczonych jest amerykanizacja, prowadząca do zaniku odrębności etnicznych grup imigracyjnego pochodzenia połączonego z adaptacją niektórych nowych elementów. W ten sposób pierwotna kultura angloamerykańska przekształciła się w odrębną kulturę amerykańską. Zasadą budowy współczesnego społeczeństwa amerykańskiego jest również wielokulturowość — zagwarantowanie każdej grupie prawa do kultywowania własnej tożsamości i tradycji.
Językiem ojczystym większości Amerykanów, zwłaszcza pochodzenia europejskiego i afrykańskiego, jest język angielski w jego amerykańskiej odmianie, odziedziczony po byłych kolonizatorach Ameryki Północnej – Anglikach. Ponadto znaczna część mieszkańców południa Stanów Zjednoczonych (Florydy, Teksasu, Nowego Meksyku oraz południowej Kalifornii) posługuje się językiem hiszpańskim. Społeczność Cajuns w Luizjanie oraz zamieszkujący Nową Anglię potomkowie Frankokanadyjczyków mówią po francusku.
Amerykanie w przytłaczającej większości zamieszkują Stany Zjednoczone. Ci żyjący poza Stanami Zjednoczonymi mieszkają przede wszystkim w Meksyku, gdzie stanowią 1,1% populacji (ponad 1 mln osób) oraz w Kanadzie, gdzie stanowią 2,3% populacji (ponad 687 tys. osób). W Polsce żyje ich około 12 tysięcy. Pod względem przynależności religijnej większość Amerykanów to chrześcijanie, głównie protestanci (42%) i katolicy (21%).
Ze względu na zawężenie znaczenia, Amerykaninem nie można jednak określić każdego mieszkańca dowolnego państwa Ameryki Północnej lub Południowej. W języku polskim Amerykanin oznacza mieszkańca Stanów Zjednozonych. Wobec mieszkańców innych państw tej części świata stosuje się określenie analogiczne do nazwy państwa, z którego pochodzi.